# Hrodenský rajón
Hrodenský rajón (bělorusky Гродзенскі раён, Hrodzenský rajón, v taraškevici Гарадзенскі раён, Haradzenský rajón; rusky Гродненский район, Groděnský rajón; polsky Rejon grodzieński) je administrativně-územní jednotka na severozápadě Hrodenské oblasti. Rajón má rozlohu 2,6 tis. km². Hraničí s Polskem (hranice o délce 68 km) a Litvou (hranice asi 32,8 km). Rajón je rozdělen do 13 selsovětů. Administrativním centrem je město Hrodna. Hrodenský rajón byl zřízen 15. ledna 1940.

## Geografie
Rozloha rajónu he 2 700 km², čímž je největším v Hrodenské oblasti. Velkou část území rajónu zaujímá Němenská nížina, na západě se rozkládá Hrodenská vysočina. Reliéf je rovinný až pahorkovitý. Území rajónu převážně leží v nadmořské výšce 100 až 170 m n. m. Nejvyšší bod má výšku 247 metrů (v okolí obce Kapcjoŭka).
Rajón má zásoby surovin jako cihlářská hlína, rašelina, silikátové písky, křída, písek a štěrk, sapropel. Průměrná lednová teplota je –5,1 °C a v červenci 18 °C. Celkový úhrn srážek za rok činí je 545 mm. Vegetační období trvá 199 dnů.
K nejvýznamnějším řekám Hrodenského rajónu patří Němen a jeho přítoky Svislač, Lasosna, Czarna Hańcza (Čornaja Hanča) a Kotra. Aŭhustoŭský kanál propojuje řeku Němen s řekou Biebrza (na běloruském území Běbža, povodí Visly). Dále rajónem protéká Baranava, Bajarka, Hažanka a Hornica. Na území rajónu se rozkládají jezera Bielaje, Rybnica, Maločnaje, Kalnica, Věraŭskaje, Věnzavěc, Kavěnia a Šliamy.
Převažují jehličnaté, břízové, jedlové lesy. Ty zaujímají 31,7% rozlohy rajónu. Půdy jsou z velké části drnově podzolové a drnově podzolové bažinaté. Bažiny zabírají celkem 2,5% rozlohy rajónu. Na jeho území se nachází masivy Svjatoje, Mastki-Nivišča, Zakreŭščna.
Nachází se zde krajinná rezervace Azjory a biologické rezervace, Hozhaŭská a Sapockinská. Zachovaly se přírodní památky jako masiv sedimentárních hornin (písku, štěrku a oblázků) „Priněmenskij“ a geologické výchozy Kalodzežny Roŭ a Ravěc.

## Historie
Hrodenský rajón byl zřízen 15. ledna 1940 jako součást Bělastocké oblasti BSSR. Pod správu rajónu při vytvoření postupně přešla území Druhé Polské republiky obsazená v září 1939, a to gmina Wierciliszki, Łasza, Hornica a část gminy Indura a Hoża (všechny pod správou okresu Grodno), vesnice Kuźnica a část Adelské oblasti na Sokółského okresu.
Nejdříve území rajónu zabíralo rozlohu 1 032,3 km² a na jeho teritoriu žilo 52 502 obyvatel. V listopadu 1940 byla připojena část zrušeného Pareckého rajónu. V letech 1941—1944 bylo území rajónu okupováno nacistickým Německem a začleněny přímo do Říše (provincie Východní Prusko).
V září 1944 v souvislosti s převodem Bělastoččyny na Polskou lidovou republiku byla rajón začleněna do nově vytvořené Hrodenské oblasti BSSR a část území byla postoupena Polsku. V roce 1946 se zároveň ustálila státní hranice SSSR a Polska ve prospěch Polska byly dále převedeny obce Klimówka, Minkowce, Nomíki, Tołcze a Szymáki.
V souvislosti s politikou integrace rajónu v Běloruské SSR bylo k Hrodenskému rajónu připojeno teritorium Sapockinského rajónu (zrušen 10. 3. 1959) a také část Skidzelského rajónu (zrušen 25. prosinec 1962).

## Význačné osobnosti
- Eliza Orzeszkowa (6. června 1841, Milkowszczyzna – 18. května 1910, Hrodno) — polská spisovatelka období polského realismu a pozitivismu; jejím nejvýznamnějším dílem je pozitivistický román Nad Němnem, který zobrazuje vesnickou společnost 19. století

- Michas Vasiljok (14. listopad 1905, Babroŭňa – 3. září 1960, Hrodno) — běloruský básník, psal také pod pseudonymem Jazep Hrom; synovec sociálního a politického aktivisty a básníka Makara Kraŭcova (18. srpen 1891 – 1939)

- Jaŭchim Karski (Яўхім Карскі; 1. leden 1861, Laša – 29. duben 1931, Leningrad, RSFSR) — filolog a slavista, zakladatel běloruské vědecké lingvistiky a literární vědy, etnograf, folklorista, paleograf; akademik petrohradské Akademie věd, člen Institutu běloruské kultury a české Akademie věd

- Makar Kraŭcoŭ (celý jménem Makar Macvějevič Kascevič; 18. srpen 189, Babroŭňa – 1939) — sociální a politický aktivista, spisovatel, básník, překladatel, publicista; je autorem hymny Běloruské lidové republiky „Мы выйдзем шчыльнымі радамі“

- Marcin Odlanicki Poczobutt (Марцін Адляніцкі-Пачобут; 30. říjen 1728 poblíž města Hrodna – 7. únor 1810, Daugavpils) — polský a litevský jezuitský astronom a matematik; byl více než 50 let profesorem na Univerzitě ve Vilniusu